# Sis mil
El sis mil és un nombre natural que s'escriu 6000 en el sistema de numeració àrab i VM en el romà. En el sistema binari és 1011101110000, en l'octal és 13560 i en l'hexadecimal és 1770. La seva factorització en nombres primers és 24 × 3 × 53.
Ocurrències del nombre sis mil:
- Designa l'any 6000 o el 6000 aC